# سكوت أوبراين
سكوت أوبراين (بالإنجليزية: Scott O'Brien)‏ هو لاعب كرة قدم أمريكية أمريكي، ولد في 25 يونيو 1957 في سوبريور في الولايات المتحدة.